# The Stand in the Schoolhouse Door

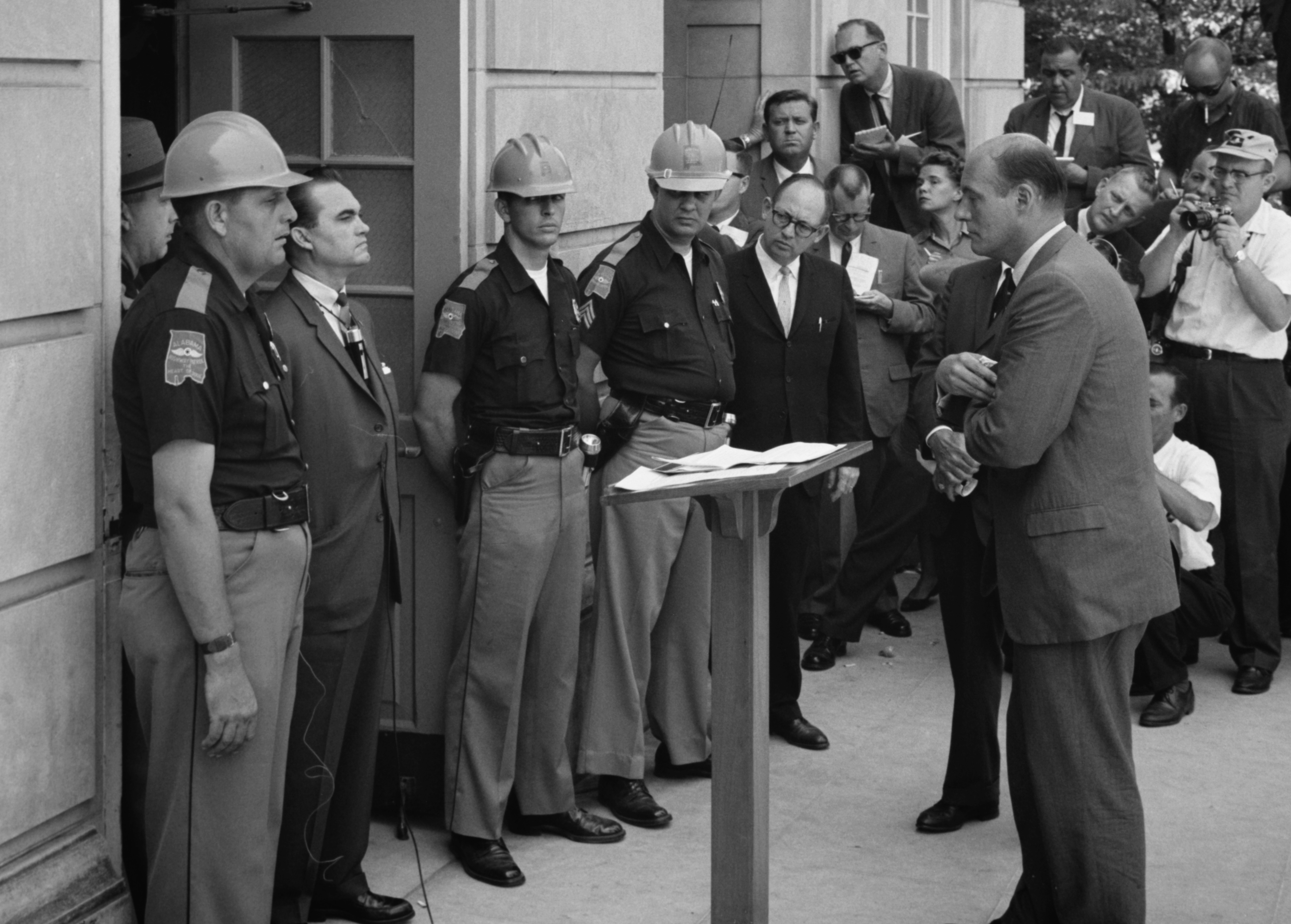
Ett försök att stänga ute svarta studenter från undervisning vid University of Alabama.

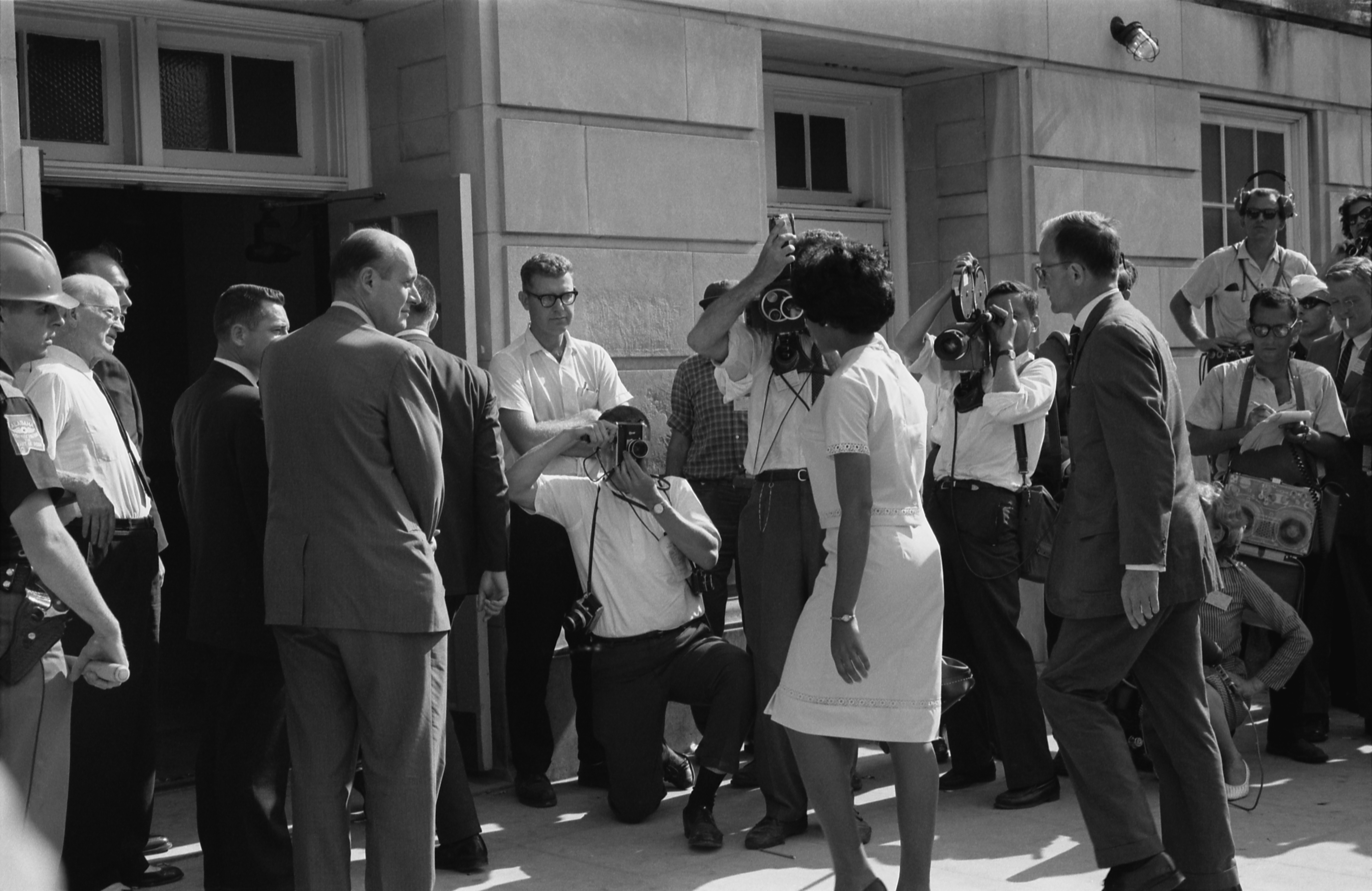
Vivian Malone Jones anländer för att registrera sig vid University of Alabamas aula Foster Auditorium.

The Stand in the Schoolhouse Door var en incident vid University of Alabama i Tuscaloosa den 11 juni 1963, då delstaten Alabamas guvernör George Wallace stod vid dörren till aulan Foster Auditorium för att hindra två svarta studenter, Vivian Malone Jones och James Hood från att komma in. Det var ett symboliskt försök av George Wallace att leva upp till ett löfte i sitt installationstal om ”segregation nu, segregation i morgon och segregation för evigt”, och stoppa desegregationen i USA:s skolor.
Händelsen förde in George Wallace i det nationella och internationella rampljuset.

## Bakgrund
Den 17 maj 1954 meddelade USA:s högsta domstol sitt beslut i ärendet Brown mot Board of Education (utbildningsnämnden) i Topeka, Kansas, där käranden yrkade att det stred mot författningen att utbilda svarta barn i offentliga skolor som var separerade från de vita barnens motsvarighet.
Brown mot Board of Education innebar att University of Alabama måste desegregeras. De påföljande åren ansökte hundratals afro-amerikaner till utbildningarna, men allas ansökningar avslogs. Universitetet samarbetade med den lokala polisen för att hitta diskvalificerande egenskaper hos de sökande, eller när detta misslyckades, trakassera dem, bland annat 1956 när den svarta studentskan Auterine Lucy drevs bort från universitetet av vita.".
År 1963 ansökte dock tre afroamerikaner med perfekta kvalifikationer som vägrade att låta sig skrämmas: Vivian Malone Jones, Dave McGlathery och James Hood. Den 5 juni utfärdade domare Seybourne Lynne vid Alabamas nordvästra distriktsdomstol ett åläggande att de tre skulle få tillträde till universitetet, och förbjöd guvernör Wallace att försöka hindra dem.. Domstolen förklarade också att om guvernören skulle trotsa domstolen riskerade han åtal och 10 års fängelse.
Den 8 juni lät Guvernör Wallace 1300 man från statspolisen och det frivilliga Nationalgardet omringa universitetsområdet i Tuscaloosa. Ett utegångsförbud proklamerades för alla studenter mellan 22.00-06.00. Under natten mot 9 juni höll Ku Klux Klan ett stort möte utanför Tuscaloosa med över 5000 deltagare. Polisen grep sex av dess ledare, och i deras bil hittades pistoler, bajonetter och andra kravallvapen.
Den 10 juni uppmanade president Kennedy guvernör Wallace att hålla sig borta från universitetet med beskedet "Ni bör överväga följderna av att ni ger ett exempel på trotsigt uppträdande".

## Händelsen
Den 11 juni var stämningen upptrissad till max. Studenterna Malone och Hood anlände i sällskap med vice justitieminister Nicholas Katzenbach för att registrera sig till undervisning. Wallace försökte försvara sitt löfte och sina politiska utspel, och blockerade ingången till Foster Auditorium inför medieuppbådet på plats. Flankerad av federala sheriffer bad Katzenbach Wallace att stiga åt sidan, men Wallace vägrade och gav ett anförande om staternas rättigheter. och sa bl.a. "Jag förbjuder härmed denna olagliga handling av den federala regeringen".. Katzenbach svarade bland annat "Regeringen måste be er stiga åt sidan. Ni måste ha klart för er vilka konsekvenserna blir om ni inte gör det".
Katzenbach ringde president John F. Kennedy, som utfärdade presidentorder 11111 som innebar att Alabamas Nationalgarde ställdes i federal tjänst direkt under försvarsministern Robert McNamara. Efter fyra timmar anlände General Henry Graham och han beordrade sedan Wallace att stiga åt sidan och sade: ”Det är tyvärr min plikt att be er att stiga åt sidan på order av USA:s president.” Wallace talade vidare, men så småningom flyttade han sig och Malone och Hood kunde registrera sig.Under en presskonferens den 12 juni berättade de nyinskrivna studenterna Malone och Hood att de andra studenterna visat dem stor vänlighet och hjälpsamhet.. Wallace återvände till sitt residens i Alabamas huvudstad Montgomery.
| ” | [...] Jag, John F Kennedy, Förenta Staternas president, beordrar härmed i kraft av de befogenheter författningen givit mig guvernör Wallace och alla andra att omedelbart sluta med sin obstruktion. | „ |
| – Telegram undertecknat av presidenten och utrikesminister Dean Rusk, återgett i Svenska Dagbladet, 12 juni 1963 | |   |

Den 15 juni meddelade presidenten att Nationalgardet skulle återkallas så fort delstatens egna myndigheter tog fullt ansvar för säkerheten på universitetet..
Guvernör Wallace kallades till Washington den 15 juli för att höras av ett senatsutskott. Inför utskottet hävdade han att regeringen fört USA till randen av ett inbördeskring och att president Kennedy borde avlägsnas från allmän tjänst..

## I populärkulturen
The Stand in the Schoolhouse Door finns med i filmen Forrest Gump från 1994, där karaktären Forrest Gump dök upp mitt i händelsen.